# 大笠山

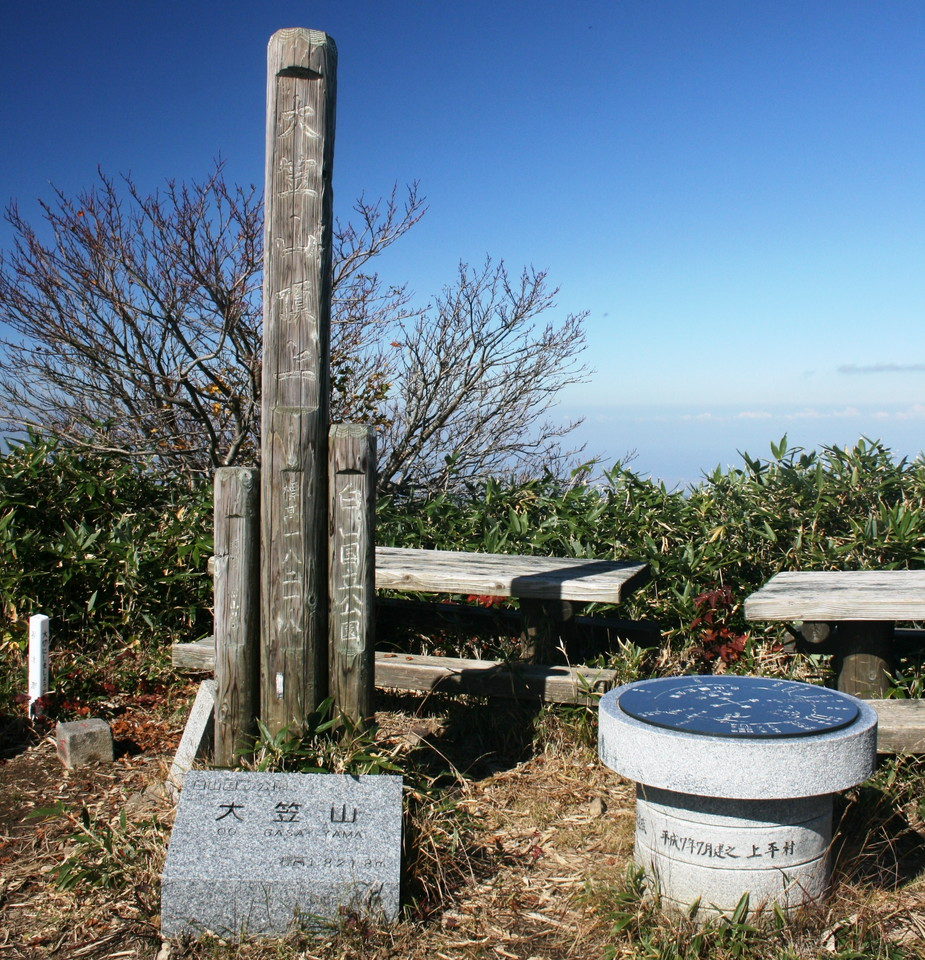
一等三角点が設置されている山頂

大笠山（おおがさやま）は、石川県白山市と富山県南砺市との県境にある標高1,822 mの両白山地の山。日本三百名山に選定されている。

## 概要
両白山地の主稜線の北部に位置する。白山国立公園に含まれ、山の南側は特別保護地区、北側が特別地域に指定されている。山体は酸性火成岩からなる。1993年（平成5年）に、大笠山を源流とする境川（庄川の支流）に境川ダムが完成した。その後、境川との合流部の大畠谷に鉄製の吊橋が設置され、フカバラノ尾根に登山道が整備された。1997年（平成9年）10月には、東砺波郡上平村（現在の南砺市）が、大笠山の約800 m東の稜線上に大笠山避難小屋を建設した。山頂の西500 mには大笠池（標高約1,720 m、長径80 m - 短径30 mの楕円形）があり、オオルリボシヤンマ、モリアオガエル、マメゲンゴウなどが生息している。

## 山名の由来
山名の由来は、越中側から見た山容が編笠状であるためとされている。加賀側からは、山頂直下に広い平地があることから「千丈平山」と呼ばれていた。金沢市方面からその端正な三角形の山容を望むことができる。国土地理院の地形図では、南西に「千丈平」と呼ばれる平坦地がある。

## 登山

### 登山道
境川ダムが建設される以前は、富山県道54号福光上平線のブナオ峠（大獅子山と大門山との鞍部）からの登山道が利用されていた。フカバラノ尾根の登山道整備後は、多くの登山者がこの登山道を利用するようになった。境川ダムの上部の登山口付近には桂湖ビジターセンターや桂湖オートキャンプ場などがあり、毎年6月1日にビジターセンターで大笠山の山開きが行われている。南の笈ヶ岳からの主稜線には、深い藪や木が生い茂っていて一般登山道はない。
山頂には、国土地理院の一等三角点（点名は「大笠山」）、山名と展望図の御影石、テーブルとベンチなどが設置されている。
- フカバラノ尾根からのコース：桂橋西 - 大畠谷（吊橋） - 前笈ヶ岳 - 旧大笠山避難小屋 - 両白山地主稜線合流点 - 大笠山

登山道には全長6.2 kmに対する山頂まで各1.6、2.6、3.7、4.8、5.7 kmの登山標識が設置されている。登山口付近にある大畠谷吊橋の踏板は冬期には外される。平成18年豪雪でこの吊橋は半壊したが、その後修復された。
山頂手前約100 mの稜線上登山道脇に2013年9月に新築された大笠山避難小屋（1.5間×2間＝3坪、収容数名、無人、トイレなし）がある。水場はない。山頂から東800 mにあった旧避難小屋は取り壊され、基礎上に四角く丸太が組まれ、休息所になっている。水場は旧避難小屋近くにあり、水を入手できる場合がある。
- ブナオ峠からのコース：ブナオ峠 - 大門山 - 赤摩木古山 - 見越山 - 奈良岳 - 大笠山

両コースの登山口とも最寄りのインターチェンジは、東海北陸道五箇山インターチェンジである。

### ギャラリー

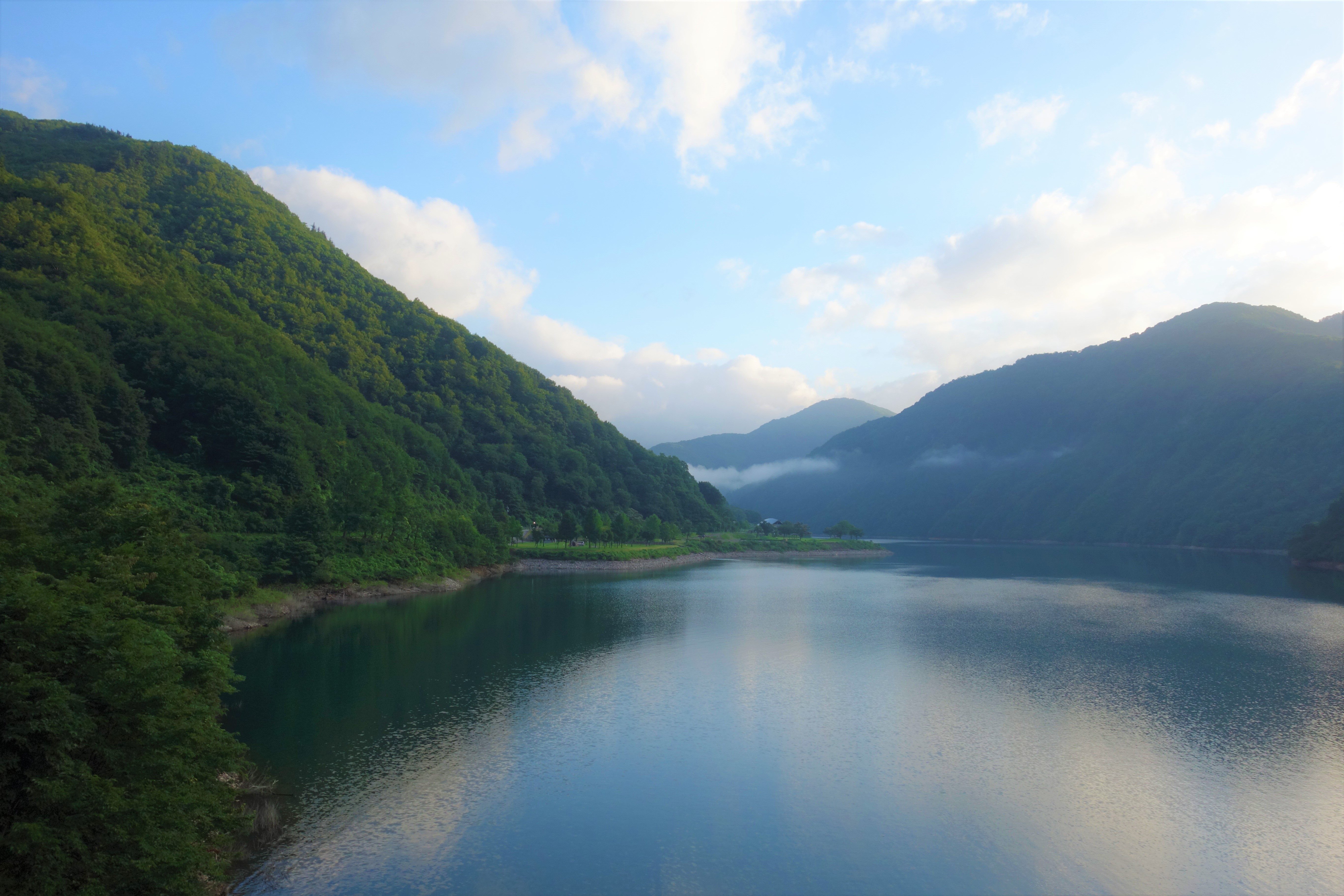
登山口の桂湖
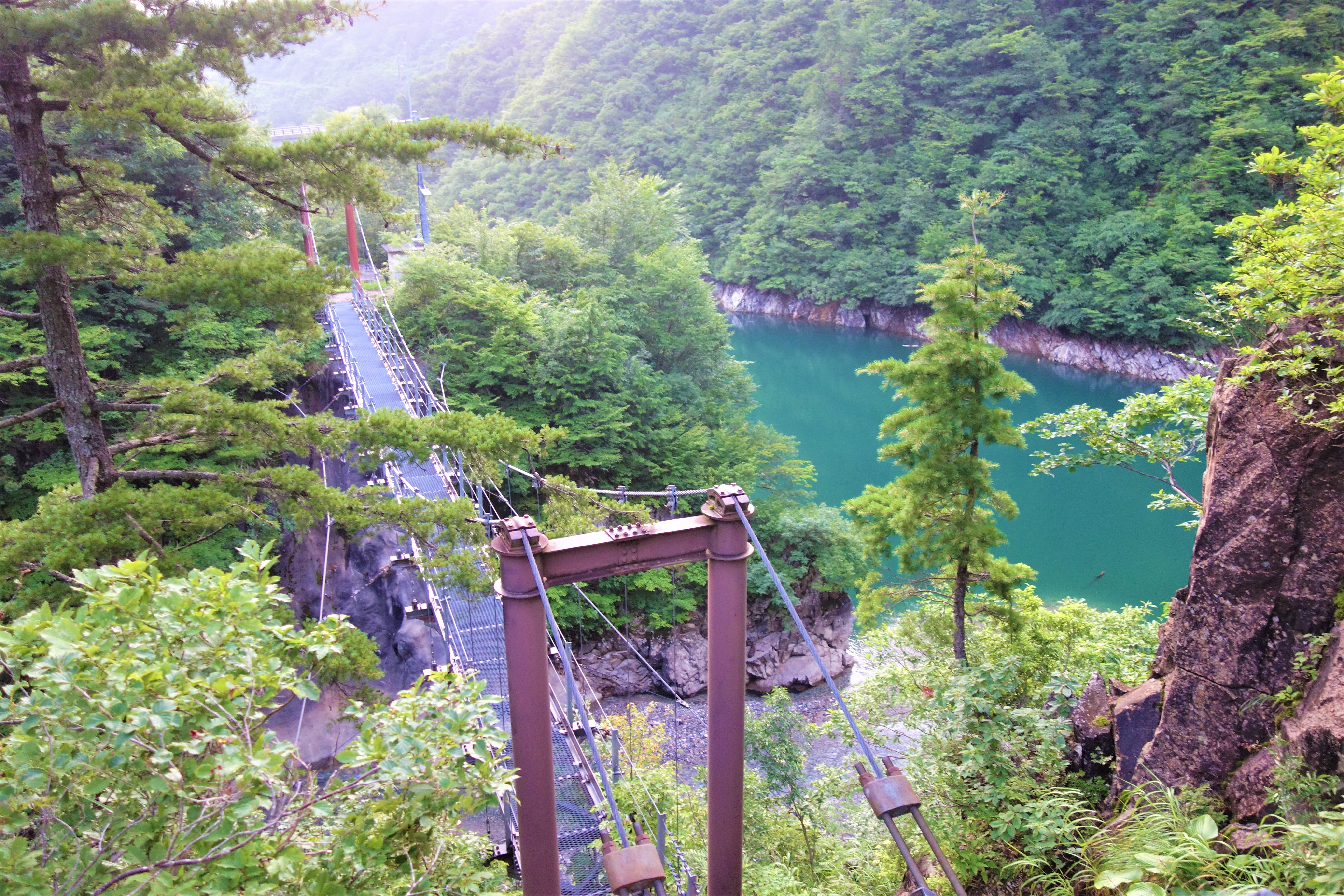
登山口の大畠谷（吊橋）
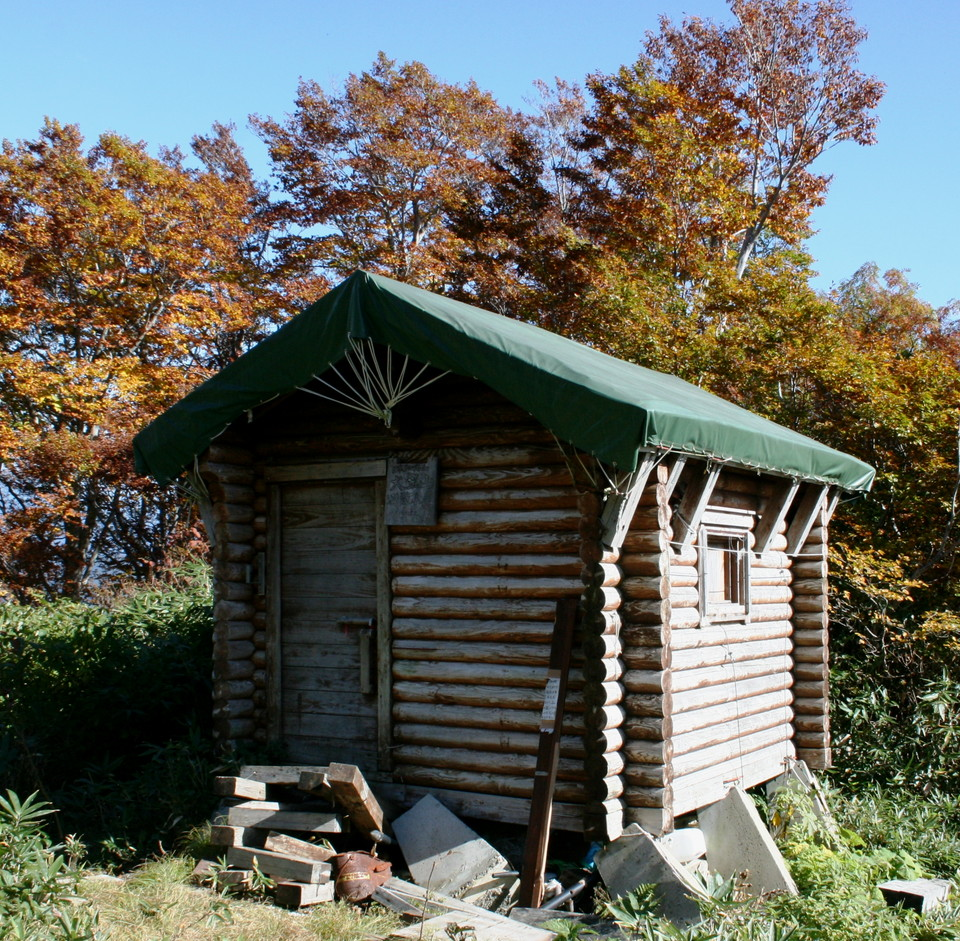
旧大笠山避難小屋（現在は解体）
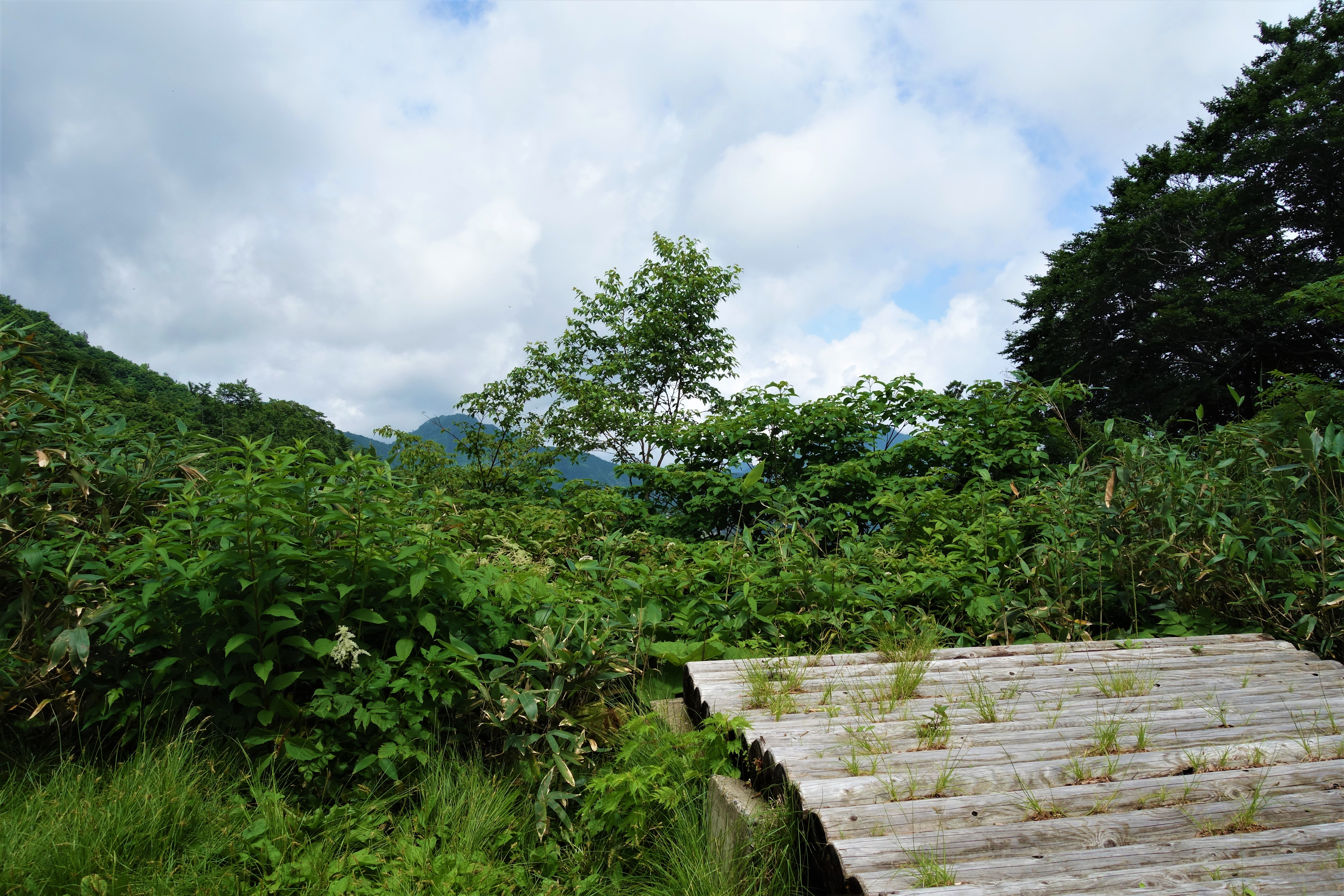
旧避難小屋広場
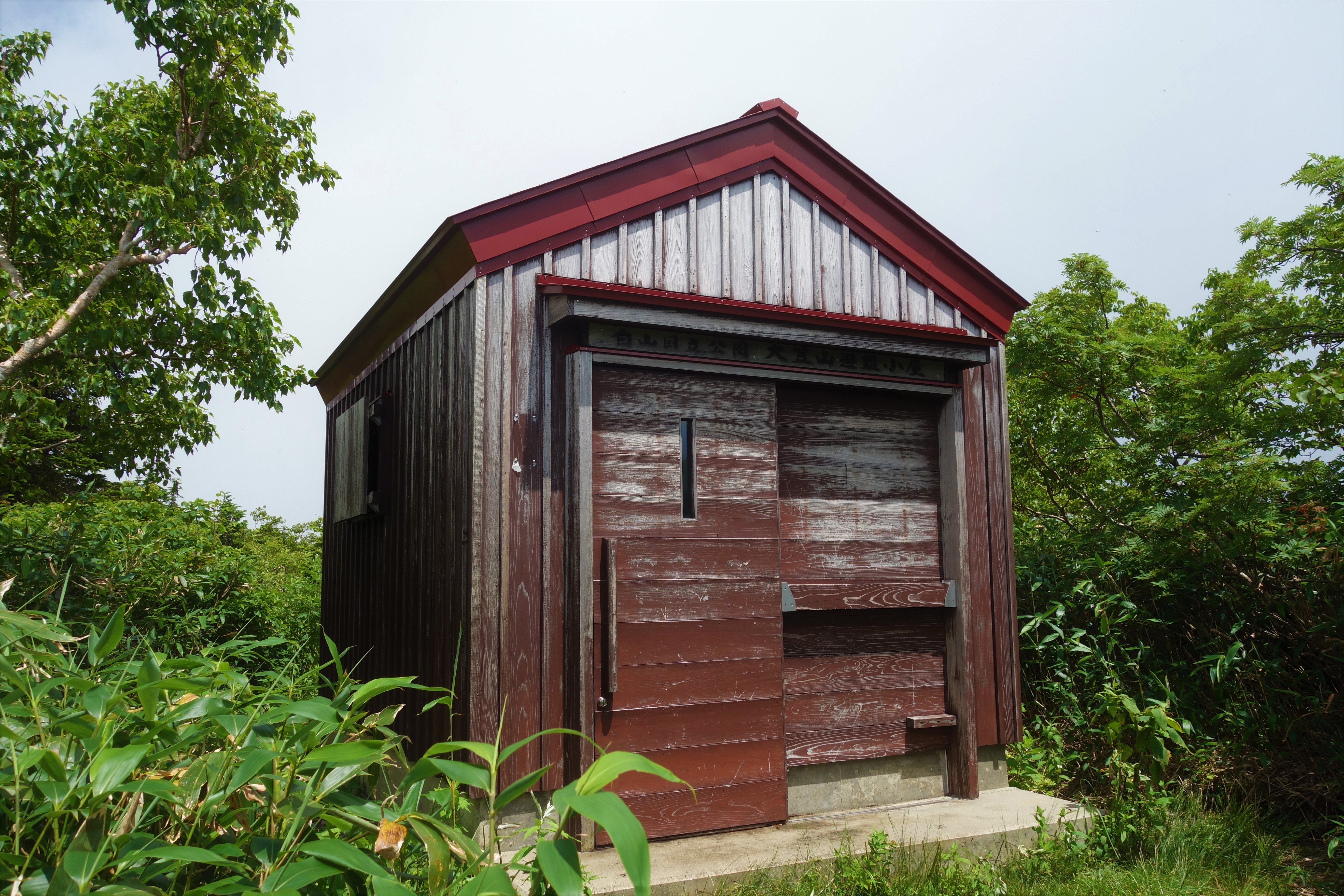
現在の大笠山避難小屋

### 登山道の植物
初夏に登山道では、コブシ、ホンシャクナゲの広葉樹の花が見られる。上部に行くにつれて、ブナ林からダケカンバやオオシラビソへと植生が変わる。また上部では、クマザサが多く見られる。またイワウチワ、イワカガミ、タテヤマリンドウ、ニッコウキスゲ、ハクサンコザクラなどの高山植物も見られる。
|        |                |      |              |            |                |
| コブシ | ホンシャクナゲ | ブナ | オオシラビソ | イワカガミ | ニッコウキスゲ |

## 地理

### 周辺の山

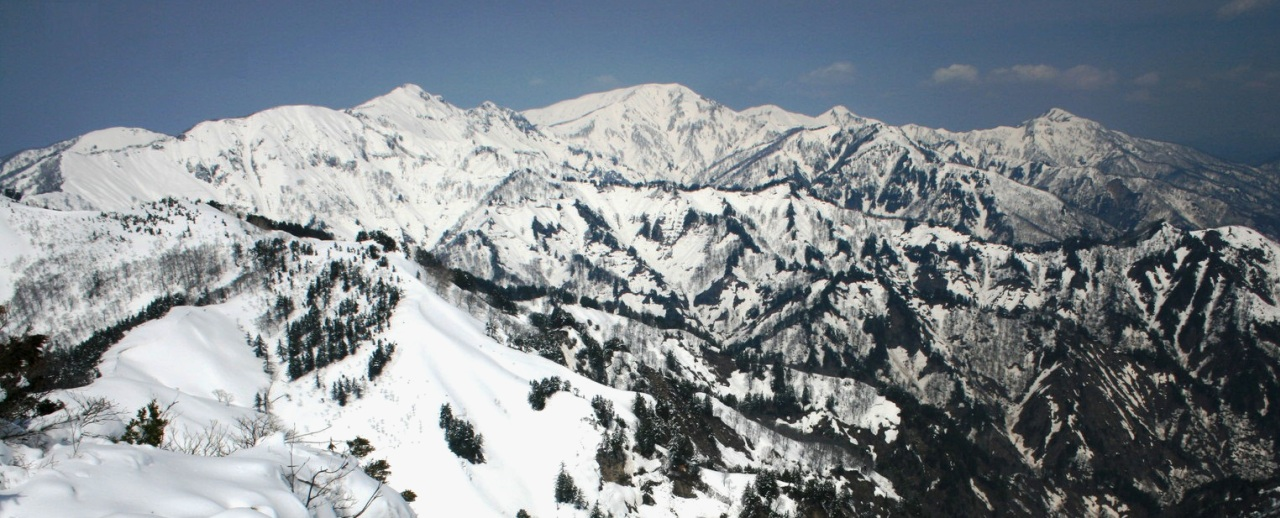
三方岩岳から望む大笠山周辺の山

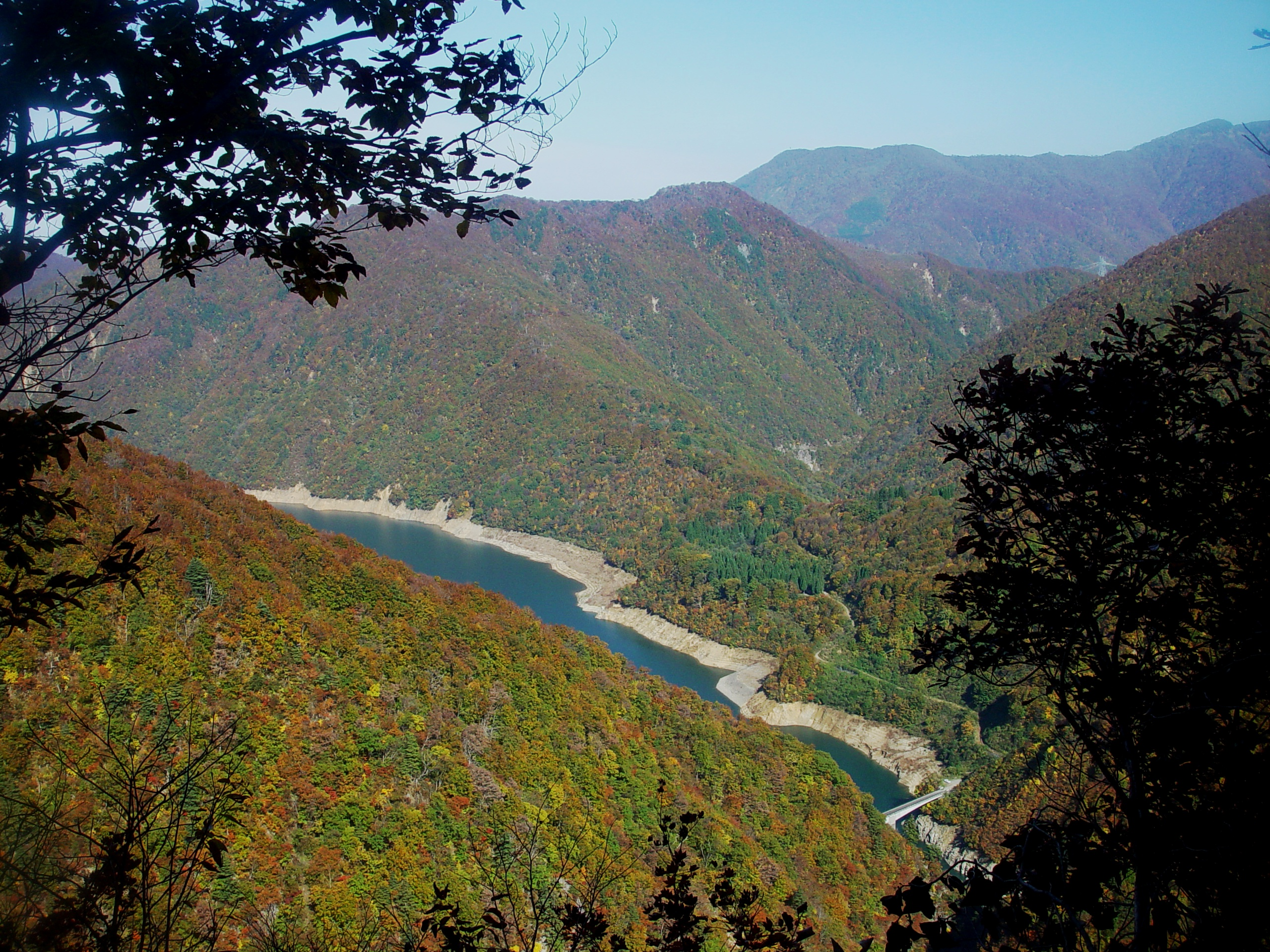
大笠山の登山道から望む境川ダムの桂湖

両白山地の主稜線上にあり、その北部に位置する。南には笈ヶ岳がある。
| 山容                       | 山名     | 標高 (m) | 三角点等級 基準点名 | 大笠山からの 方角と距離 (km) | 備考           |
| -------------------------- | -------- | -------- | ------------------- | ---------------------------- | -------------- |
| 野谷荘司山から望む人形山   | 人形山   | 1,726    |                     | 東北東 13.8                  | 日本三百名山   |
| 三方岩岳から望む大門山     | 大門山   | 1,571.59 | 三等 「大門山」     | 北北東 5.1                   | 日本三百名山   |
| 大笠山から望む見越山       | 見越山   | 1,621    |                     | 北 3.2                       |                |
| 大笠山から望む奈良岳       | 奈良岳   | 1,644.33 | 三等 「三方山」     | 北 2.4                       |                |
| 前笈ヶ岳から望む大笠山     | 大笠山   | 1,821.84 | 一等 「大笠山」     | 0                            | 日本三百名山   |
| 大笠山方面から望む前笈ヶ岳 | 前笈ヶ岳 | 1,522.06 | 三等 「前笈」       | 東南東 2.2                   | フカバラノ尾根 |
| 前笈ヶ岳から望む笈ヶ岳     | 笈ヶ岳   | 1,841.35 | 三等 「笈岳」       | 南 2.4                       | 日本二百名山   |
| 三方岩岳から望む白山       | 白山     | 2,702.17 | 一等 「白山」       | 南 18.4                      | 日本百名山     |

### 源流の河川
以下の源流となる河川は、日本海へ流れる。
- 境川（庄川の支流で、山頂の北北東5.5 km には境川ダムがある）
- 大畠谷（境川の支流で、日本百名谷の一つ）
- 水晶谷（尾添川の支流）
- 瀬波川（手取川の支流）

## 大笠山の風景
|                               |                                 |                                   |                                       |
| 奈良岳と大笠山 見越山から望む | 春の大笠山 南隣の笈ヶ岳から望む | 初夏の大笠山 上部に高山植物が自生 | 秋の大笠山 ブナやナナカマドなどの紅葉 |